# Intel 440BX

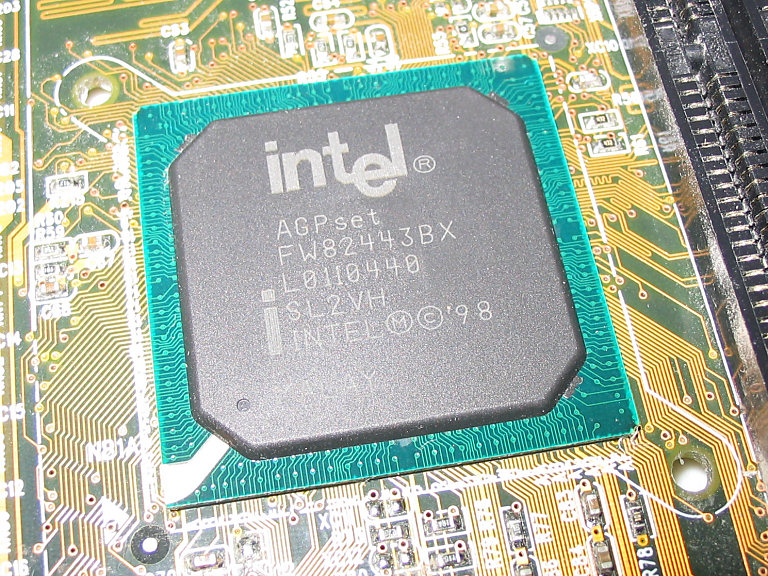
Intel 82443BX (440BX northbridge) en una placa madre Abit BF6

El Intel 440BX, también conocido como el i440BX, es un chipset de Intel que soporta CPUs Pentium II, Pentium III y Celeron. Fue lanzado en abril de 1998.

## Características
El chipset i440BX soporta originalmente procesadores Intel P6 en Slot 1, y posteriormente, Socket 370 en configuraciones de un solo procesador y de Multiprocesamiento simétrico hasta 1 GHz (y potencialmente hasta 1.4 GHz con ciertas modificaciones no soportadas oficialmente).

## Historia y ascenso a la fama
El Intel 440BX es el tercer chipset para Pentium II lanzado por Intel, sucediendo a los Intel 440FX e Intel 440LX. Con el nuevo Front Side Bus a 100 MHz, las CPUs Pentium II fueron capaces de alcanzar mejoras en el rendimiento, reduciendo la diferencia entre el reloj del procesador y la velocidad de bus. El anterior bus a 66 MHz se había convertido en un serio cuello de botella y se remonta a los primeros chipsets para Intel Pentium.
El 440BX está estrechamente relacionado con otros dos chipsets, el Intel 440ZX y el Intel 440MX. El 440MX es un chipset especialmente diseñado para ordenadores portátiles, aunque varios notebooks (como el Toshiba Satellite 4070CDS) utilizaron el 440BX. El 440ZX es una versión barata del 440BX. Puede direccionar menos memoria RAM al soportar sólo dos bancos de memoria. El 440ZX-66, diseñado para el procesador Intel Celeron, está limitado por un FSB a 66 MHz.
El 440BX se convirtió en uno de los más populares chipsets de Intel. Los aficionados disfrutan de su capacidad para Overclocking, con el chipset capaz de correr el FSB a velocidades que van de 66 MHz a más de 133 MHz, en marcado contraste con los 75 MHz de límite del 440LX. Un overclock común utilizaba hack del pin 40, o utilizaba una placa madre ABIT BH6 o ASUS P2B, y aumentaba la velocidad del FSB de los 66 MHz de los núcleos Celeron Covington o Mendocino a 100 MHz. El núcleo Celeron Mendocino 300A se convirtió en un "dulce sueño" para los overclockers, con casi un 100% de éxito en alcanzar los 450 MHz en un FSB a 100 MHz, lo que le permitía igualar a los mucho más caros Pentium II a 450 MHz. Otros overclocks populares incluyen el SL2W8-stepping de núcleo Pentium II Deschutes que a menudo alcanzaba los 450 MHz con un FSB a 100 MHz, y el SL35D Pentium III Katmai a 450 MHz que con frecuencia alcanzaba los 600 MHz en un FSB a 133 MHz. El posterior Pentium III Coppermine fue fácillmente overclockeado con un buen rendimiento en las placas con chipset 440BX. Por último, el no soportado Pentium III Tualatin pudo ser utilizado con un adaptador y varias modificaciones, con diversos grados de éxito.
Irónicamente, el 440BX ofrece mejor rendimiento que varios de sus sucesores. Los chipsets Intel 810 e Intel 820 son incapaces de mejorar al 440BX con FSB de 100 MHz. El i820 estaba lastrado por requerir RDRAM de alto costo para alcanzar buen rendimiento, junto con una serie de cuestiones que afectan a la fiabilidad del hub traductor SDRAM-a-RDRAM. Y, oficiosamente, el 440BX a menudo podría tener un FSB a 133 MHz. Placas madre pensadas para overclokers, como la Asus P3B-F y las series BH6/BF6/BE6 de ABIT, estaban equipadas con opciones en la BIOS para poner el FSB a esas velocidades. Con un FSB de 133 MHz, el 440BX podía alcanzar el rendimiento del posterior Intel 815, que se diseñó para las versiones finales de Pentium III Tualatin. Por desgracia, poner un 440BX con el FSB a más de 100 MHz dio lugar a que la tarjeta de video que utilizara el bus AGP se viera forzada a funcionar en un bus AGP overclockeado, ya que el 440BX sólo tenía divisores "2/3" y "1/1". Algunas tarjetas de vídeo lo soportaban, como varias de las primeras NVIDIA GeForce, pero muchas eran inestables con un bus AGP con un 35% de overclock (BUS: 100 MHz PCI: 33 MHz AGP: 66 MHz, BUS: 133 MHz PCI: 44 MHz AGP: 89 MHz).
Sin embargo el posterior i815 es considerado el mejor chipset para Pentium III debido a que ofrece un mejor conjunto de características y un rendimiento muy similar al del 440BX. No solo soporta un divisor AGP propietario "1/2" para el FSB de 133 MHz, AGP 4x, y Ultra DMA 100, sino que revisiones posteriores también soportan directamente el Pentium III Tualatin.
El éxito del chipset 440BX ha causado que varios programas emuladores y paquetes de virtualización lo utilicen como parte del sistema virtual. VMware y Microsoft Virtual PC presentan el chipset Intel 440BX virtualizado com parte de su máquina virtual, debido a su amplia compatibilidad.